# Джованні Мартінеллі
Джова́нні Мартіне́ллі (22 жовтня 1885, Монтаньяна, Венето, Італія — 1969, Нью-Йорк, США) — італійський оперний співак (тенор), який виступав в основному в італійській лірико-драматичній, але також й у французькій опері. Мартінеллі був одним з найбільш відомих тенорів першої половини XX століття. Співак протягом довгого часу виступав на сценах Метрополітен-опера в Нью-Йорку та в інших оперних театрах.

## Біографія
Народився 22 жовтня 1885 року в італійській комуні Монтаньяна, Венето. Після служби в армії, під час якого він грав на кларнеті в полковому оркестрі, Мартінеллі навчався у Джузеппе Мандоліни в Мілані. Дебютував музикант у театрі Даль Верме в 1910 році. Він виконав партію Діска Джонсона (Dick Johnson) з «La fanciulla del West», яка була успішною, а тенор Джованні став звучати по всій Італії. У 1911 році він дебютував на найвідоміших італійських оперних сценах (Рим, Брешія, Неаполь, Генуя), у 1912 році з успіхом виступав у Лондоні. У цьому ж році артист дебютував у знаменитому Ла Скала. 1013 рік ознаменувався виступом у Королівській опері в Ковент Гарден, де прозвучала партія Каварадосси (Cavaradossi) з «Tosca». У цьому ж році Мартінеллі підкорив й американську сцену. 20 листопада 1913 року відбувся його дебют у Метрополітен-опера, також він виступав у Бостоні, Сан-Франциско, Чикаго, Філадельфії. Його прекрасний тенор почув й театр де ла Гаїте у Парижі.
Пік його слави припав на 1920-ті роки, коли він багато виступав у Франції та Аргентині, але в Італії в цей період концертів не давав; в 1937 році переїхав у Лондон, де з великим успіхом виконував партію Отелло в Ковент-Гардені. Офіційно пішов зі сцени в 1950 році, але потім ще один раз виконав партію в опері в Сіетл, коли йому було 82 роки. Після відходу зі сцени викладав оперний спів у Нью-Йорку.
Його мега-тенор вважали потужним, говорили, що його сила під час виконання виливалась на слухача. Критикували Джованні у відсутності ніжності та м'якості, хоча його вимову вважали дуже елегантною. Фанати Мартінеллі визнали, що від звучання його голосу було неможливо відірватись. Найвідомішою, й у той же час спірною, була його партія Отелло.
Існує думка, що Джованні досить сильно намагався бути схожим на знаменитого Енріко Карузо. Відомо, що сам Джованни відгукнувся про великого Карузо так: «Якщо уявити, що можна об'єднати в одному тенорі все найкраще від Джилі, Пертіле, Лаурі-Вольпі та мене, — то все одно — такий співак не вартує навіть шнурки Енрико зав'язувати!».
Відомо, що за межами сцени Джованні був людиною надзвичайно живим і веселим, любив жінок, недарма отримав репутацію плейбоя.Це був надзвичайно гарний чоловік, а з роками його зовнішність ставала лише благороднішою.
Найбільш відомими партіями співака, окрім Отелло, стали Манріко в Трубадурі Дж. Верді, Тристан у 'Тристані та Ізольді' Р. Вагнера та Хозе в 'Кармен' Ж. Бізе.
Після себе Мартінеллі залишив численні записи, у тому числі із живих виступів, які сьогодні доступні любителям опери на цифрових носіях.
Помер Мартінеллі у Нью-Йорку 2 лютого 1969 року.